# 안주 제도

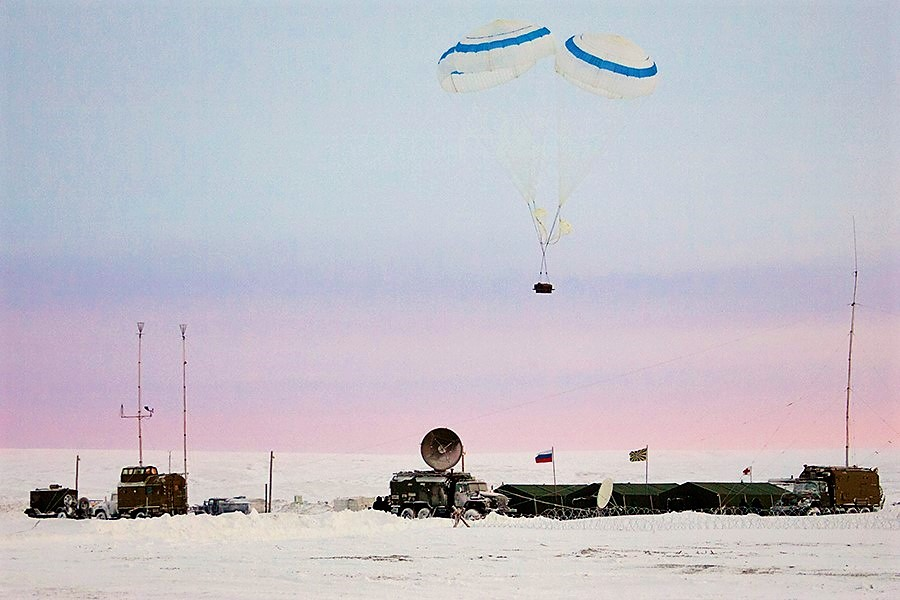

안주 제도(러시아어; Острова Анжу)는 노보시비르스크 제도에서 가장 큰 섬의 무리에 속해있다. 안주 제도는 콜테니섬, 파데옙스키섬, 노바야시비리섬, 벨콥스키섬으로 구성되어 있다. 면적: 29,000 sq km. 안주 제도는 러시아의 황제 표트르 안주의 이름을 따서 붙여졌다.